# Ayami Nakajō
Ayami Nakajō (jap. 中条 あやみ Nakajō Ayami; ur. 4 lutego 1997 r. w Osace) – japońska aktorka i modelka.

## Życiorys
Nakajō urodziła się w Osace, z brytyjskiego ojca i japońskiej matki. Ma również dwie siostry. Nakajō grała w badmintona w liceum.
W 2011 roku wzięła udział w przesłuchaniu do kobiecego magazynu o modzie Seventeen. Została wybrana w Grand Prix ze znanymi japońskimi modelkami. W 2012 roku Nakajō po raz pierwszy uczestniczyła jako modelka w Tokyo Girls Collection. W tym samym roku zadebiutowała w TV dramie Kuro no jokyōshi jako You Umehara. W 2014 roku jej pierwszą główną rolą w filmie był Gekijōban Zero.
We wrześniu 2017 Nakajō oficjalnie stała się ekskluzywną modelką dla CanCam.

## Filmografia

### Seriale
- Kimi to sekai ga owaru hi ni (Nippon TV 2021)
- Enmadō Sara no Suiri Kitan (NHK 2020)
- Ano ko no yume o mitan desu (TV Tokyo 2020)
- Hakui no senshi (Nippon TV 2019)
- Yonimo Kimyona Monogatari (Fuji TV 2019)
- She (Fuji TV 2015)
- Honto ni atta kowai hanashi (Fuji TV 2015)
- Summer Nude (Fuji TV 2013)
- Kuro no jokyōshi (TBS 2012)

### Filmy
- Suijo no Furaito (2020)
- 56-nenme no Shitsuren (2020)
- Yuki no Hana (2019)
- Akuma no Temari Uta (2019)
- Nisekoi (2018)
- 3D Kanojo Riaru Gāru (2018)
- Chia☆Dan ~Joshi Kosei ga Chia Dansu de Zenbei Seiha Shichatta Honto no Hanashi~ (2017)
- Fukumen-kei Noise (2017)
- Stranger Bakemono ga Jiken o Abaku (2016)
- Setoutsumi (2016)
- Raichi☆Hikari Kurabu (2016)
- Gekijōban Zero (2014)

## Nagrody
- Nagroda Japońskiej Akademii Filmowej Nagroda Japońskiej Akademii Filmowej dla debiut roku: 2017 Chia☆Dan ~Joshi Kosei ga Chia Dansu de Zenbei Seiha Shichatta Honto no Hanashi~